# Mandorlato
Il mandorlato è un dolce prodotto a Cologna Veneta (mandorlato di Cologna), Dolo, e Mira (mandorlato veneziano) tipico delle feste natalizie, prodotto con quattro ingredienti: miele, zucchero, albume d'uovo e mandorle.

## Storia
Non è nota la data certa dell'invenzione di questo dolce. È credibile che il mandorlato fosse conosciuto ed apprezzato già al tempo della Serenissima Repubblica: Cologna (dal 1406 al 1797) era considerata parte integrante del 'Dogado' veneziano. Un primo riferimento al mandorlato è contenuto nel testo di Lodovico Dolce nel 1540. Così come nel 1564 un nobile vicentino della famiglia Monza lasciava scritto, nel suo ‘libro-giornale’, di aver speso «A dì 21 decembrio, L. 4 e s. 16 in quattro scatole de mandolàto». Alvise Zorzi, scrittore e nobile veneziano, scriveva nel suo libro: La vita quotidiana a Venezia nel secolo di Tiziano: «Nel Cinquecento c'erano altri doni consuetudinari: la focaccia del giorno di Pasqua, il Mandorlato e la mostarda di Natale, i marroni e la cotognata del giorno di S. Martino».
L'autore riferisce che tale notizia proviene da quanto riportava Pompeo G. Molmenti nella sua Storia di Venezia nella vita privata... che a sua volta riprendeva quanto aveva esposto Samuele Romanin, in una nota, nella sua Storia documentata di Venezia: «Avea certi cibi in giorni segnalati, come le anguille, il salmone, i cavoli crespi, la mostarda, il mandorlato alla sera della vigilia di Natale; le paste dette raffioli, la gallina d'India, il fior di latte (panna) negli ultimi giorni di Carnovale; la cece il primo giorno di quaresima; l'agnello e la focaccia a Pasqua, l'anitra al primo d'agosto, la pasta detta le fave il dì de' morti ecc.» Caratteristica che distingue il mandorlato dagli altri tipi di torrone è l'estrema durezza e friabilità. Queste caratteristiche sono descritte già in una lettera, del 1778, che racconta di un episodio occorso ad un ex-Gesuita.. Giulio Cardo, altro noto storico colognese, così annotava: «sec. XIX - Finco dr. Antonio di Giovanni Battista, fu uomo molto versato nella scienza, specialmente nella chimica e nella botanica. Inventò una ricetta con cui si confeziona, ancor oggi, una qualità di Mandorlato ricercatissimo».
La produzione moderna del mandorlato ha avuto inizio nel 1852 con Italo Marani. Nel 1905 il Mandorlato arrivò anche dentro le mura leonine di Roma, nelle mani del Santo Padre Pio X; il fatto è testimoniato da una lettera di ringraziamento che mons. Giovanni Bressan - segretario particolare di Sua Santità - inviava al colognese Garzotto Rocco. La notizia la si trova nella pubblicazione Cologna Veneta: storia, arte, testimonianze - in Appendice - di Leone Simonato. Oggi sono diverse le ditte che lo producono, sia industrialmente che artigianalmente. La presenza sia in Spagna che in Sicilia di dolci con i medesimi ingredienti (zucchero, miele, albume d'uovo e mandorle), ma con modalità di cotture molto differenziate lascia trasparire che potrebbe trattarsi di rielaborazione di antiche ricette arabe; nei luoghi conquistati o frequentati hanno sicuramente lasciato tracce delle loro tradizioni gastronomiche.

## Ingredienti e ricetta[11]
Quattro sono gli ingredienti tipici per la sua fabbricazione: mandorle, miele, zucchero e albume d'uovo. Il dosaggio e la precisa osservanza degli intervalli stabiliti per immettere i vari ingredienti, sono indispensabili; nel calderone vanno inseriti con il seguente ordine: miele, zucchero, albume e le mandorle, senza dimenticare, infine, la temperatura che deve essere costante per tutte le otto ore circa occorrenti per una perfetta cottura. Di seguito la ricetta artigianale completa di una delle più antiche famiglie produttrici di mandorlato di Cologna Veneta: "riscaldare il miele a fuoco moderatissimo, sempre rimescolando per circa trenta minuti, lasciare intiepidire per altri trenta minuti, aggiungere una parte degli albumi montati a neve. Far riposare e riscaldare. Ripetere l'operazione con l'altra parte degli albumi montati a neve. Aggiungere le mandorle. Mescolare molto bene e poi versare in un recipiente basso e largo, foderato di cialde (ostie) bianche. A freddo, si spacca a pezzetti."

## La festa del mandorlato
Cologna Veneta, ogni anno - a dicembre - in concomitanza con la festa dell'Immacolata Concezione festeggia con una propria fiera la produzione pluricentenaria di questo dolce tipico. L'anno 2014 ha visto la 30ª Festa del Mandorlato.